# Кавендиш, Перегрин, 12-й герцог Девонширский
Перегрин Эндрю Морни Кавендиш, 12-й герцог Девонширский, также известный как «Стокер» (англ. Peregrine Andrew Morny Cavendish, 12th Duke of Devonshire; род. 27 апреля 1944) — английский аристократ и наследственный пэр.

## Биография
Родился 27 апреля 1944 года в Чатсуорт-хаусе, графство Дербишир, Англия. Единственный оставшийся в живых сын Эндрю Кавендиша, 11-го герцога Девоншира (1920—2004), и его жены Деборы Митфорд (1920—2014).
Он унаследовал герцогство после смерти своего отца 3 мая 2004 года. Он носил титул маркиза Хартингтона с 1952 по 2004 год. Его ближайшие родственники являются владельцами-арендаторами Чатсуорт-хауса и оцениваются в 800 миллионов фунтов стерлингов. Поместья, благоустроенные до 1900 года семьей (которая ведет бизнес роскошных отелей), являются частью Дербишира и Норт-Йоркшира. Другой капитал, управляемый герцогом, включает в себя изобразительное и современное искусство, лесное хозяйство и сельское хозяйство.

## Образование
Он посещал Итонский колледж, Эксетерский колледж в Оксфорде, где читал историю, и Королевский сельскохозяйственный колледж в Сайренсестере.

## Скачки
Герцог Девонширский хорошо известен в мире скачек и служил представителем Ее Величества в Аскоте и председателем правления компании Ascot Racecourse Ltd. В 1980 году он был избран членом Жокейского клуба, а в 1989 году назначен его старшим управляющим (то есть председателем). В течение своего пятилетнего срока полномочий он наблюдал за рядом изменений в гоночной индустрии, в частности за созданием Британского совета по скачкам, который в настоящее время является руководящим органом британских скачек. Он был назначен первым председателем правления в июне 1993 года и ушел в отставку в конце своего срока полномочий в 1996 году.
Он был назначен Командором ордена Британской империи (CBE) за заслуги в гонках в 1997 году и рыцарем-командором Королевского Викторианского ордена (KCVO) в 2009 году удостоен чести за заслуги в качестве представителя Ее Величества в Аскоте.

## Другие интересы
Герцог Девонширский был назначен попечителем Собрания Уоллеса в 2007 году. Он является попечителем Галереи и Музея Шеффилда. Он также является председателем Devonshire Arms Hotel Group, сеть загородных отелей в Северном Йоркшире и Дербишире, и заместителем председателя Сотбис. Он собирает современную британскую и современную живопись и скульптуру, а также работает в других областях, многие из которых представлены в его родовом поместье Чатсуорт-хаус. Герцог и герцогиня, а также дом и территория поместья были показаны в документальном сериале Би-би-си «Чатсуорт». В 2012 году карикатура на голову молодого апостола Рафаэля была продана на аукционе Sotheby’s за 29,7 миллиона фунтов. По состоянию на 2016 год он является владельцем известного книжного магазина Heywood Hill в Лондоне.
Он занял пост третьего ректора Университета Дерби на церемонии 28 октября 2008 года в Бакстоне.
Герцог Девонширский — нынешний покровитель хосписа Святого Уилфрида в Истборне.
Бренд пианино Кавендиша была названа в честь фамилии герцога в знак признания его поддержки, которая имела решающее значение для создания новой фирмы.
Герцог был третьим канцлером Университета Дерби с 2008 по март 2018 года. Он ушел с этой должности в 2018 году, а его сын и наследник Уильям Кавендиш, граф Берлингтон, был выдвинут и назначен четвертым и нынешним канцлером университета в марте 2018 года.
Герцог предоставил Свейлсдейлского Барана в качестве талисмана Мерсийскому полку с момента его основания.

## Семья
28 июня 1967 года будущий герцог женился на Аманде Кармен Хейвуд-Лонсдейл (род. 18 апреля 1944), дочери коммандера Эдварда Гэвина Хейвуда-Лонсдейла и потомке Артура Хейвуда-Лонсдейла. У супругов четверо детей:
- Уильям Кавендиш, граф Бёрлингтон (род. 6 июня 1969)
- Леди Селина Кавендиш (род. 4 октября 1971),
- Леди Жасмин Кавендиш (род. 4 мая 1973)
- Леди Мэри Кавендиш (род. 18 мая 1975).

Одним из домов герцога и герцогини является Чатсуорт-хаус в Дербишире, и они участвуют в эксплуатации дома как туристической достопримечательности . В 2019 году герцог и герцогиня посетили Сотбис, чтобы посмотреть «Сокровища из Чатсуорта», включая произведения искусства и артефакты из Чатсуорт-хауса, которые будут выставлены в Нью-Йорке.

## Титулы и награды
- 12-й герцог Девонширский (с 3 мая 2004)
- 12-й маркиз Хартингтон, Дербишир (с 3 мая 2004)
- 15-й граф Девонширский (с 4 мая 2004)
- 7-й граф Берлингтон (с 4 мая 2004)
- 15-й барон Кавендиш из Хардвика, Дербишир (с 4 мая 2004)
- 7-й барон Кавендиш из Кейли, Йоркшир (с 4 мая 2004)

В феврале 2010 года герцог Девонширский объявил о своем намерении отказаться от своего титула, если наследственные пэры будут удалены из Палаты лордов, на том основании, что «аристократия мертва» и «потому что тогда будет ясно, чего хотят люди, и будет непонятно поддерживать наследственные титулы».
- Рыцарь-командор Королевского Викторианского ордена (2008)
- Командор Ордена Британской империи (1997)
- Канцлер Университета Дерби (октябрь 2008 — март 2018)[14].